# Drew Weissman
Pour les articles homonymes, voir Weissman.
Drew Weissman, né le 7 septembre 1959 à Lexington (Massachusetts), est un médecin-chercheur américain connu pour ses contributions à la biologie de l'ARN. Ses travaux ont permis de développer des vaccins à ARN produits par BioNTech/Pfizer et Moderna qui sont utilisés à grande échelle durant la période d’urgence pandémique contre le COVID-19. Il est professeur de médecine à la Perelman School of Medicine de l'université de Pennsylvanie.
Il est co-lauréat du prix Nobel de physiologie ou médecine en 2023 aux côtés de Katalin Karikó.

## Biographie
Fils d'une mère d'origine italienne et d'un père juif, Drew Weissman obtient son baccalauréat et sa maîtrise de l'université Brandeis en 1981, où il se spécialise en biochimie et en enzymologie. Il effectue ses études supérieures à l'université de Boston en immunologie et en microbiologie où il obtient son doctorat en médecine en 1987.
En 1997, Drew Weissman déménage à l'université de Pennsylvanie après avoir terminé un stage sous la direction du docteur Anthony Fauci, directeur de l’Institut national des allergies et des maladies infectieuses américain. Il commence par étudier l'ARN et la biologie du système immunitaire inné. En collaboration avec Katalin Karikó, il publie les modifications de l'ARN nécessaires pour le rendre viable en tant que thérapie. Dans un premier temps, ils testent en l'appliquant sur des maladies spécifiques tels que la grippe, le HIV et l’herpès génital pour finalement s'orienter vers les maladies du coronavirus. Ils privilégient notamment une solution vaccinale pour faciliter l'obtention de fonds. Les premières expérimentations auprès des souris provoquaient des réactions immunitaires et inflammatoires indésirables. 
En 2005, ils publient une étude historique qui utilisait des nucléosides synthétiques pour modifier l'ARN afin d'empêcher sa dégradation par l'organisme. Ainsi, cette analyse pose les bases de l'utilisation de thérapies à base d'ARN,. En 2010, il est contacté par plusieurs laboratoires privés qui souhaitent se consacrer à l’étude de cette nouvelle technique dont Moderna et BioNTech. Contrairement à Katalin Karikó, Drew Weissman choisit de rester à l’école de médecine de Upenn, où il dirige un laboratoire scientifique. Les technologies innovantes de l'ARN sont finalement autorisées par BioNTech/Pfizer et Moderna pour le développement de leurs vaccins COVID-19. Ainsi, bien que l'ARNm ait été découvert dès 1961 par Jacques Monod, François Jacob et leurs collaborateurs à l'Institut Pasteur, ce qui leur a valu le Nobel de médecine en 1965, les travaux de Katalin Karikó et Drew Weissman, publiés à partir de 2005, ont ouvert la voie aux vaccins des laboratoires Pfizer/BioNTech et Moderna.

### Prix Nobel
En février 2021, il est nommé avec Katalin Karikó parmi la liste de candidats pour le prix Nobel de médecine qui sera décerné à David Julius et Ardem Patapoutian en octobre 2021. 
En 2023, Drew Weissman et Katalin Karikó remportent le Prix Nobel pour leurs découvertes concernant les modifications des bases nucléiques qui ont permis le développement de vaccins ARNm efficaces contre le COVID-19,.

## Publication
- (en) Karikó, K., Buckstein, M., Ni, H., & Weissman, D. (2005). Suppression of RNA recognition by Toll-like receptors: the impact of nucleoside modification and the evolutionary origin of RNA. Immunity, 23(2), 165-175[3].

## Distinctions
- 2020 : prix Rosenstiel
- 2021 : prix Princesse des Asturies pour Recherche scientifique et technique[10]
- 2021 : Breakthrough Prize in Life Sciences 2022[11]
- 2021 : prix Albert-Lasker pour la recherche médicale clinique[12]
- 2023 : prix Nobel de physiologie ou médecine[7]